# Chironius challenger
Espèce
Chironius challenger  est une espèce de serpents de la famille des Colubridae.

## Répartition
Cette espèce se rencontre à la frontière entre le Guyana et le Venezuela. Elle a été découverte sur les pentes du tepuy Maringma, à 1 500 m d'altitude.

## Étymologie
Son nom d'espèce lui a été donné en l'honneur du professeur George Edward Challenger, personnage de fiction inventé par Conan Doyle pour son roman Le Monde perdu. Ce roman raconte l'expédition scientifique sur un plateau inaccessible perdu en Amazonie qui se trouve être encore peuplé d'animaux préhistoriques. Quand Philippe Kok, l'auteur de cette espèce, était encore enfant, la lecture de ce roman a nourri sa soif d'exploration et d'aventures et a une influence positive sur ses recherches et son intérêt pour la région de Pantepui.

## Publication originale
- Kok, 2010 : A new species of Chironius Fitzinger, 1826 (Squamata: Colubridae) from the Pantepui region, northeastern South America. Zootaxa, n. 2611, p. 31–44 (introduction).